# Balabra Vela
Balabra Vela je nenaseljeni otočić u hrvatskom dijelu Jadranskog mora.
Njegova površina iznosi 0,167 km². Dužina obalne crte iznosi 2,23 km.